# Kondrasjin & Belov Cup 2009
De Kondrasjin & Belov Cup 2009 was een basketbaltoernooi in Europa dat in Sint-Petersburg tussen 26 september 2009 en 27 september 2009 werd gehouden. Vier topteams uit Europa namen deel aan dit toernooi: Spartak Sint-Petersburg, Montepaschi Siena, UNICS Kazan en Angola. Montepaschi won het goud.
|  | halve finale (5 oktober) | halve finale (5 oktober) |    |        | finale (6 oktober)      | finale (6 oktober) |
|  |                          |                          |    |        |                         |                    |
|  |                          |                          |    |        |                         |                    |
|  | Spartak Sint-Petersburg  | 82                       |    |        |                         |                    |
|  | Angola                   | 71                       |    |        |                         |                    |
|  |                          |                          |    |        |                         |                    |
|  |                          |                          |    |        |                         |                    |
|  |                          |                          |    |        | Spartak Sint-Petersburg | 75                 |
|  |                          | Montepaschi Siena        | 95 |        |                         |                    |
|  |                          |                          |    |        |                         |                    |
|  |                          |                          |    |        | Derde plaats            |                    |
|  |                          |                          |    |        |                         |                    |
|  | UNICS Kazan              | 77                       |    | Angola | 49                      |                    |
|  | Montepaschi Siena        | 78                       |    |        | UNICS Kazan             | 88                 |

## Eindklassering
| #      | Land                    |
| ------ | ----------------------- |
| Goud   | Montepaschi Siena       |
| Zilver | Spartak Sint-Petersburg |
| Brons  | UNICS Kazan             |
| 4      | Angola                  |

1979 · 1991 · 1995 · 1996 · 1997 · 1998 · 1999 · 2001 · 2002 · 2003 · 2004 · 2005 · 2006 · 2007 · 2008 · 2009 · 2010 · 2011 · 2012 · 2017 · 2018 · 2021 · 2022 · 2023 · 2024